# Gerti Deutsch

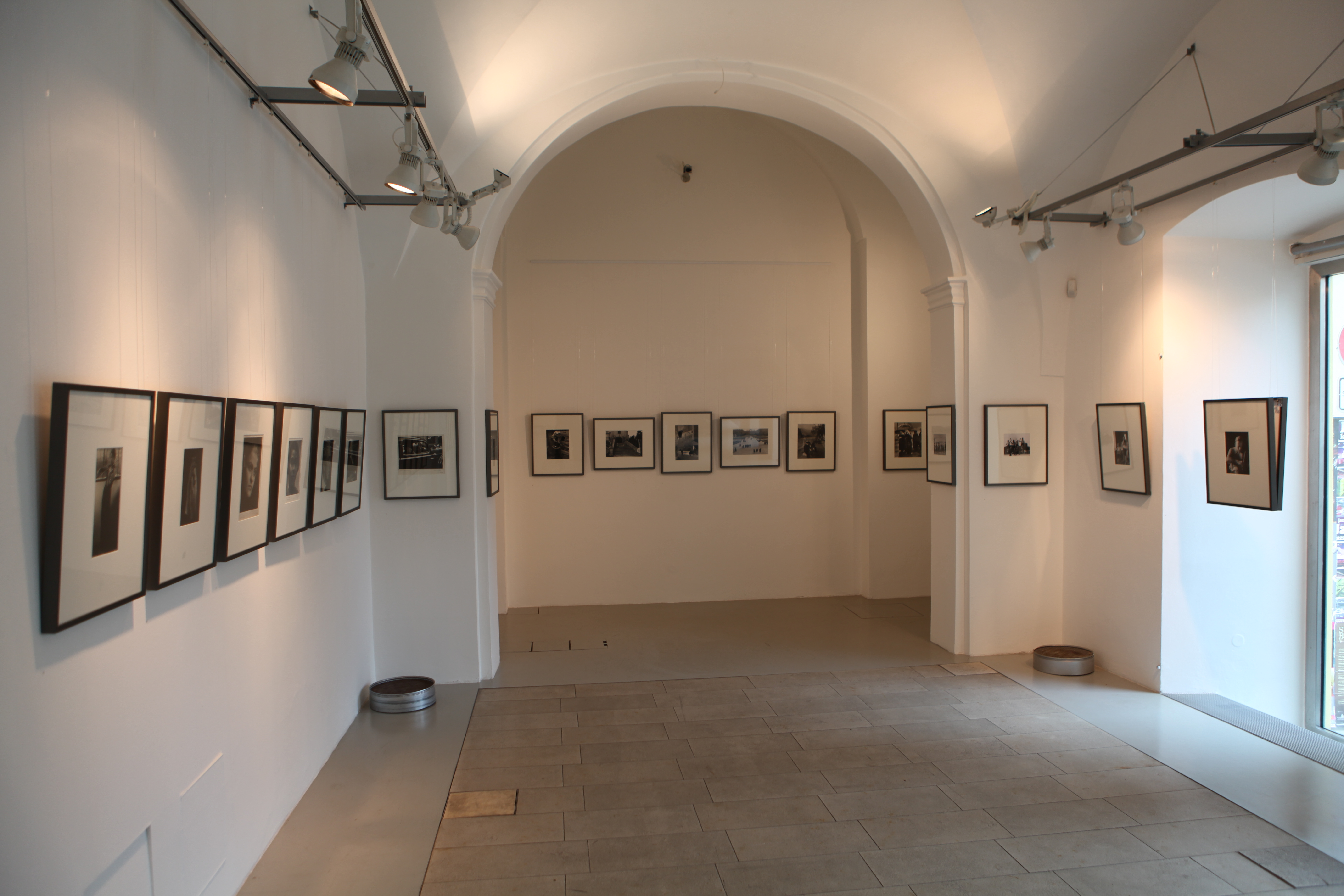
Gerti Deutsch – Fotografie 1935–1965, Rakouské kulturní fórum, Praha, 2013

Gerti Deutsch (19. prosinec 1908, Vídeň – 9. prosinec 1979, Leamington Spa) byla rakouská fotografka a fotožurnalistka. Působila v Rakousku a ve Velké Británii. V letech 1938-1950 pracovala pro časopis Picture Post.

## Život
Narodila se jako jediné dítě v židovské rodině. Její otec pocházel z Českého Těšína, její matka z Olomouce. V šestnácti letech začala studovat hru na klavír. Ze zdravotních důvodů ale musela studia zanechat. Věnovala se pak fotografii. Ve školním roce 1933-1934 navštěvovala Grafický vzdělávací a výzkumný ústav ve Vídni (Graphische Lehr- und Versuchsanstalt in Wien). Působila ve Vídni, v Paříži a v Londýně. Do Londýna v roce 1938 přesídlila. Pracovala pro časopis Picture Post. První fotografický esej Jejich první den v Anglii (Their First Day in England) vyšel 17. prosince 1938. Pojednával o židovských dětech, kterým se pod záminkou prázdnin v Anglii podařilo uprchnout z nacistického Německa a Rakouska. Jedna z jejích posledních prací pro tento časopis je reportáž o prázdninovém pobytu houslisty Yehudi Menuhina nedaleko Salcburku. Vyšel 16. září 1950. Poslední svou fotoreportáž otiskla v Picture Post ve vydání z 30. září 1950. Celkem zde vyšlo 64 jejích fotoesejů.
Později pracovala rovněž pro britské časopisy Nova, Holiday, Queen, Harper's Bazaar, The Tatler  a pro švýcarské časopisy Atlantis a L'Oeil. V polovině šedesátých let přestala fotografovat a v roce 1969 odešla z Londýna zpět do Rakouska. Žila pak na venkově poblíž Salcburku. Když v roce 1975 onemocněla, vrátila se do Anglie a trávila poslední roky života v péči své dcery v Royal Leamington Spa, kde 9. prosince 1979, ve věku 70 let, zemřela.

## Rodina
Byla druhou manželkou Toma Hopkinsona, šéfredaktora časopisu Picture Post. Měli spolu dvě dcery, Nicolettu a Amandu.

## Dílo
Hlavní fotografická a fotožurnalistická tvorba autorky zahrnuje období mezi lety
1937 – 1960. Ještě před tím, v roce 1935, pořídila na hudebním Salcburském festivalu portréty dirigenta Artura Toscaniniho nebo černošského sopranisty Mariona Andersona (negativy na skleněných deskách).
Z té doby pocházejí též geometrické kompozice ve stylu výtvarné školy Bauhaus.
V Londýně, v ulici Grafton Street, měla fotografické studio „Gerti Deutsch of Vienna“, kde pořizovala profesionální a rodinné portréty. Kromě fotografování, byla její celoživotní zálibou vážná hudba. Na počátku své kariéry pořídila mnoho portrétů známých hudebníků, skladatelů, dirigentů nebo operních zpěváků. Mezi nejznámější patřili Herbert von Karajan, Benjamin Britten, Wilhelm Furtwängler. Fotografovala je na hudebních festivalech v Salcburku, Glyndebourne, Edinburghu, při práci i při odpočinku s jejich rodinami a přáteli.
Její specializací byla fotografie dětí. Fotografovala děti ve školkách, žáky ve školách, o přestávkách, na hřištích nebo ve sportovních zařízeních. Zachytila i děti, které v domě architekta Otto Goldfingera kreslily obrázky z války pro výstavu dětských kreseb s touto tematikou (Picture Post 5/1940).
Po roce 1940 vznikly též portréty herců a výtvarných umělců. Podobně jako její současnice, francouzská fotografka německého původu, Gisèle Freund (narozená též 9. prosince 1908), stále častěji zachycovala portrétované osobnosti formou momentek, v jejich domácím prostředí, na návštěvě u přátel nebo při práci. Portrétováni tak byli spisovatelé John Cowper Powys a J. B. Pristley, sochař Lynn Chadwik, biolog Julian Huxley, herečka Vanessa Redgrave a členové její rozvětvené rodiny.
V roce 1947 pořídila fotoreportáž z Vídně, rozdělené po válce na okupační zóny, kam se vrátili i bývalí váleční zajatci z ruské fronty. V roce 1948 ji publikovala pod názvem Home from Russia. V dalším poválečném období fotografovala často na rakouském venkově, hlavně lidové zvyky, kroje a folklórní slavnosti. Často spolupracovala s fotografkou Inge Morath, též emigrantkou z Rakouska, se kterou se seznámila v Londýně a která pracovala pro agenturu Magnum Photos. Pořídily společně mnoho fotografií z cest, hlavně po Rakousku. Přesný seznam jejich společných prací se nedochoval.
V létě 1960 pobývala Gerti Deutsch 6 týdnů v Japonsku. Četné fotografie, které tam vytvořila, se staly předmětem její velké výstavy v hale Olympia v Londýně, v roce 1962.

## Výstavy
- 1957 Gerti Deutsch – Images from Austria and England (1932–1952), Austrian Institute, Londýn
- 1962 (fotografie z Japonska), hala Olympia, Londýn
- 2010 Between Vienna and London – Images from Austria and England (1932–1952), Austrian Cultural Forum, Londýn
- 2011 Gerti Deutsch – Photographs 1935–1965, Österreichisches Kulturforum, Berlín; Galerie Fotohof, Salzburg
- 2012 Vienna's Shooting Girls. Jüdische Fotografinnen aus Wien, Židovské muzeum, Vídeň
- 2013 Gerti Deutsch – Fotografie 1935–1965, Rakouské kulturní fórum, Praha

### Katalogy a publikace k výstavám
- Hopkinson, Amanda; Roeske, Nicolette: Photographs by Gerti Deutsch, katalog výstavy, Austrian Cultural Forum, Londýn, 2010; anglicky
- Kaindl, Kurt: Gerti Deutsch- Photographs 1935-1965. Salzburg: Fotohof edition, 2011. ISBN 978-3-902675-55-2; německy a anglicky
- Meder, Iris; Winklbauer, Andrea: Shooting Girls. Jüdische Fotografinnen aus Wien. Metro Verlag. Vídeň, 2012. ISBN 978-3-9930008-9-9; německy
- Gerti Deutsch – fotografie 1935–1965, katalog výstavy, Rakouský institut v Praze, 2013; česky